# A karácsony gazdasági szerepe
A karácsony gazdasági szerepe az ünneplő országokban kulcsfontosságú, mert a lakosság éves bevétele viszonylag nagy részét ebben az időszakban költi el.

## A karácsony elüzletesítése

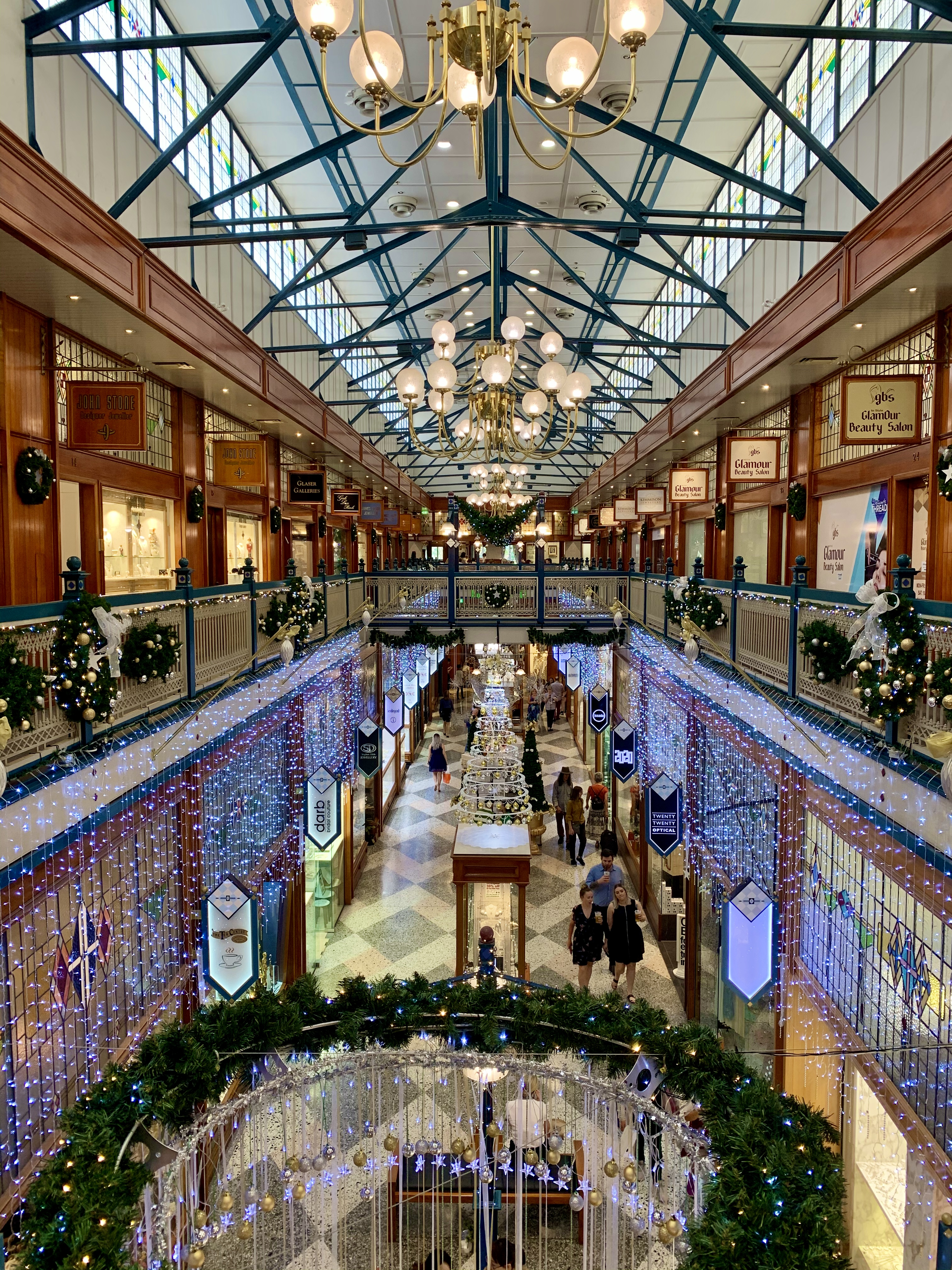
Karácsonyi díszítések egy brisbane-i bevásárlóközpontban

A karácsony terjedésében nagy szerepet játszanak az erre a célra elkészült marketing-kampányok, amiknek köszönhetően az ünnep világszerte egyre népszerűbb, még nem keresztény országokban és családokban is. Ennek következtében az ünnep gazdasági szerepe is egyre nagyobb, hiszen így egyre többen költenek pénzt többek között ajándékokra az időszakban. Az 1840-es években kezdték először felismerni, hogy ez az időszak tökéletes minél több termék eladására. Az ezt követő évtizedekben elkezdtek elterjedni a mikulás-központú hirdetések, az első boltban dolgozó mikulást a Macy’s üzletében lehetett látni 1862-ben. Az 1900-as évek elejére a színes, zenés hirdetések egyre gyakoribbak lettek boltokban és rádióadásokban.
A mikulás figurájának szerepe kiemelkedő volt az ünnep elüzletesítésében. A Coca-Cola volt az első cég, amely igazán ki tudta használni a mikulás alakját gazdasági célokra. Első hirdetésüket az 1920-as években adták ki, de a napjainkban is elterjedt, boldog, mosolygós figurát 1931-re hozták csak létre, Haddon Sundblom illusztrátornak köszönhetően. Ugyan nem Sundblom volt az első, aki ilyen formában jelenítette meg a mikulást, már ebben az időszakban is elterjedt volt a vörös kabátos megjelenítés, az ő munkája hozta létre a modern változatot.

## A költekezés indokai
A legtöbb pénzt ebben az időszakban emberek általában ajándékokra költik, de nem ez a költekezésük egyetlen indoka. Ezek közé tartoznak a díszek, a karácsonyfák megvétele. A korábbi esetben az Egyesült Államokban a 19. század végén tíz éven belül az ezerszeresére nőtt a vásárolható dizájnok száma. Szintén fontos volt az is, hogy az 1980-as években elkezdett elterjedni a fekete péntek hagyománya, amelynek egyetlen célja az volt, hogy megindítsa a vásárlást a hálaadást követő időszakban.
Napjainkban az online vásárlás tovább könnyítette az ajándékvásárlást. A vásárlók könnyen, otthonról is meg tudják venni a szükséges termékeket, általában nagyobb választékban, és esetekben olcsóbban, mintha személyesen kellett volna bevásárolniuk. Hasonlóan az egyre inkább személyesített hirdetések is nagy szerepet játszanak abban, hogy emberek inkább otthonról rendelik meg ajándékaikat. A vásárlók elvárásai is változtak, sokkal gyorsabb és könnyebb kiszolgálásra számítanak.
Az év végi költekezésnek pszichológiai okai is vannak. Sokak számára az, hogy újra eltelt egy év, a karácsonnyal kapcsolatos stressz, illetve az ünnepi hagyományok mind fontos okozói lehetnek a nagyobb pénzkiadásnak. Több érzelmi indoka is van a költekezésnek, ezek közé tartozik, hogy az ember gyakran magának is vásárol, mikor másoknak vesz ajándékokat, így az elköltött pénzösszeg a szükségesnél is tovább emelkedik. Ide tartozik még, hogy sokan túlságosan bőkezűek ajándékozás idején, illetve már úgy gondolkoznak, hogy mindjárt kezdődik az új év, így nem igazán számít mennyit költenek az adott év végén. A karácsonyi időszakra jellemző még az impulzusvásárlás is.

## Gazdasági hatása
Az Egyesült Államokban a lakosság 2021 telén 886,7 milliárd dollárt költött el karácsonyra, amely szám folyamatosan emelkedett a 2008-as gazdasági válság óta. 2022-ben a kereskedelmi cégek profitja 10,5 milliárd dollárral ugrott 30 milliárd fölé, az év harmadik negyedéhez képest. Emberek általában attól függetlenül is sok pénzt költenek, hogy milyen a gazdaság helyzete. November és december mindig a legmagasabb költekezéssel rendelkező hónapok. Ezek mellett az is gyakori, hogy ebben az időszakban átmenetileg boltok megnövelik munkavállalóik számát, hogy képesek legyenek ellátni minden vevőt. Ennek ellenére viszont karácsony napja általában a legkevésbé mozgalmas nap boltoknak, nagy részük zárva tart, attól függetlenül, hogy erre törvény kötelezi-e őket. Ezzel ellentétben Szuper Szombat, a karácsony előtti utolsó szombat, általában az év egyik legnagyobb bevétellel rendelkező napja és a hosszadalmas bevásárló-időszak vége.
Összességében karácsony holtteher-veszteség, 2001-ben az Egyesült Államokban négy milliárd dollár volt az összeg, amely ajándékadás következtében elveszett. Ez részben annak az indoka, hogy az ajándékozott személy által az ajándéknak adott érték általában a valós, kifizetett értéknél 10–33%-kal kisebb, így gyakori a továbbadásuk. Az ajándékoknak fehér elefánt hatása van és környezeti hatásuk is negatív.

## Kritika
A modern karácsony egyik gyakori kritikája, hogy annak eredeti jelentősége elkezdett elveszni, annak érdekében, hogy nagy cégek minél több pénzt kereshessenek az időszakban. Ennek ellenére sokan kiemelték azt is, hogy az ünnep népszerűségének indoka annak elüzletesítése. Alanna Joachim (Massachusetts Daily Collegian) kijelentette, hogy a modern „marketing elrontotta az ünnepet,” illetve minden évben egyre hamarabb kezdődnek a hirdetések. Sok ember ezek mellett úgy érzi, hogy mindenképpen meg kell felelnie a karácsonnyal kapcsolatos társadalmi elvárásoknak, ami stresszhez vezethet.